# Davide Stella
Davide Stella (* 14. April 2006 in Monfalcone) ist ein italienischer Radrennfahrer, der auf der Straße und der Bahn aktiv ist.

## Sportliche Laufbahn
Als Junior machte Stella vorrangig auf der Bahn auf sich aufmerksam. Bereits im ersten Jahr gewann er bei den Europameisterschaften die Titel im 1000-Meter-Zeitfahren, Scratch und Ausscheidungsfahren. Bei den Weltmeisterschaften 2023 wurde er Dritter im Ausscheidungsfahren. Ein Jahr später wurde er Europameister in der Mannschaftsverfolgung und im Madison, bei den Weltmeisterschaften 2024 wurde er Weltmeister in der Mannschaftsverfolgung und im Ausscheidungsfahren sowie Vizeweltmeister im Madison. Auf der Straße war er als Junior nur bei nationalen Rennen erfolgreich.
Mit dem Wechsel in die U23 wurde Stella 2025 Mitglied im UAE Team Emirates Gen Z, dem Development Team des UCI WorldTeams UAE Team Emirates. Seinen ersten Sieg bei einem internationalen Rennen erzielte bereits bei seinem ersten Renneinsatz in der Elite mit dem Gewinn der letzten Etappe der Tour of Sharjah.

## Erfolge

### Bahn
2023
- Junioren-Weltmeisterschaft  – Ausscheidungsfahren
- Junioren-Europameister – 1000-Meter-Zeitfahren, Scratch und Ausscheidungsfahren

2024
- Junioren-Weltmeister – Ausscheidungsfahren, Mannschaftsverfolgung (mit Ares Costa, Christian Fantini, Alessio Magagnotti und Eros Sporzon)
- Junioren-Weltmeisterschaft – Madison (mit Eros Sporzon)
- Junioren-Europameister – Madison (mit Eros Sporzon), Mannschaftsverfolgung (mit Ares Costa, Christian Fantini, Alessio Magagnotti und Eros Sporzon)
- Junioren-Europameister – Scratch
- Italienischer Junioren-Meister – Keirin und 1000-Meter-Zeitfahren

2025
- *  U23-Europameister  – Scratch

### Straße
2025
- eine Etappe Tour of Sharjah
- eine Etappe Volta ao Alentejo